# Glaresis minuta
Glaresis minuta es una especie de coleóptero de la familia Glaresidae.

## Distribución geográfica
Habita en Namibia.